# Coptosia gianassoi
Coptosia gianassoi là một loài bọ cánh cứng trong họ Cerambycidae.